# Махно Нестор Іванович
Не́стор Іва́нович Махно́ (також відомий як «батько Махно»; 26 жовтня (7 листопада) 1888, Гуляйполе, Олександрівський повіт, Катеринославська губернія, Російська імперія — 25 липня 1934, Париж, Французька республіка) — український політичний і військовий діяч анархістського спрямування, засновник і командувач Революційної повстанської армії України, провідник селянського повстанського руху 1918—1921 років, засновник і фактичний лідер Вільної території, тактик ведення партизанської війни.

## Життєпис
Народився у родині 42-річного Івана Родіоновича Міхна (Міхненка), колишнього поміщицького селянина села Гуляйполе, та його дружини Євдокії. Наступного дня його охрестили у Христо-Воздвиженській церкві й дали ім'я Нестор.
У 1889 році, коли Несторові не виповнилося ще й року, в нього помер батько. Його мати Явдоха Матвіївна Передерій залишилася у великій матеріальній скруті з п'ятьма синами: Карпом, Савою, Григорієм, Омеляном та найменшим Нестором. «На 8-му році мати віддала мене в двокласну Гуляйпільську початкову школу. Навчався я добре, шкільні премудрості давались мені легко. Зимою навчався, а літом наймався до багатих хуторян пасти вівці або телята. Під час молотьби ганяв у поміщиків в арбах волів, одержуючи за це по 25 копійок в день», — так згадував Нестор Махно про своє дитинство. Згодом працював у малярній майстерні, в купецькій лавці.

### Початок політичної діяльності (до 1917)

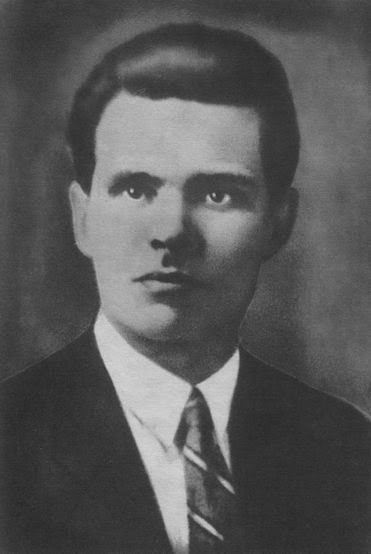
Нестор Махно у 1909 році (?)

У 1905—1906 роках Нестор сприяв українським соціал-демократам зі «Спілки» — і навіть розповсюджував їхню літературу та листівки. Проте для нього цього було замало, він прагнув до активних дій: у 1906 році став членом анархістської організації «Спілка бідних хліборобів», яка діяла на Катеринославщині.
Анархісти вважали, що гроші, захоплені під час експропріацій, потрібні на революцію, що вони експропріаціями атакують приватний капітал, щоб привчати робітників і селян не поважати приватну власність. Вторговані гроші анархісти використовували на придбання зброї, яку купували навіть у Відні, на створення нових груп, на пропаганду і особисті потреби. Уночі 14 жовтня 1906 відбулося перше бойове хрещення Нестора: троє озброєних анархістів у паперових чорних масках увірвалися до будинку місцевого торговця Ісаака Брука (на якого колись працював Нестор) і стали вимагати видати на користь «бідних хліборобів» 500 рублів. Торговець, пославшись на свою бідність, видав революціонерам лише 151 рубль. З кінцем 1906 року Махна уперше заарештовано за звинуваченням у тероризмі: він потрапив під нагляд поліції, але за браком доказів незабаром його було звільнено. Далі слідував випадок, якого можна вважати скоріше побутовим: Махно вирішив допомогти своєму товаришу та службовцеві лікарні Михеєву позбутися суперника, відкривши на вулиці стрілянину, але промахнувся.
Після цих подій у Гуляйполі почалися арешти і обшуки, було запроваджено комендантську годину, до села прибув каральний загін під командуванням пристава Караченцева. Були заарештовані анархісти В. Антоні, Н. Зуйченко, К. Кириченко, С. Заблодський, О. Бондаренко. Але слідство не змогло довести причетності групи Антоні до нападу на пошту, і через місяць хлопців було звільнено. 27 серпня 1908 року Махна заарештували знову. Йому інкримінували вбивство провокатора Андрія Гура, хоча Махно і не був до нього причетний (провокатора вбив О. Семенюта). Збереглася поліцейська картка Нестора Махна, в якій констатувалося, що Махно мав зріст два аршини і чотири вершки, карі очі, темно-русяве волосся, шрам на лівій щоці, що він розмовляє українською та російською мовами, православний, на час арешту грошей та цінних речей не мав. Махно та його товариші перебували півтора року в Олександрівській в'язниці (камера № 8) і у Катеринославській губернській в'язниці. У новорічну ніч 1909-го року Махно з товаришами зробили спробу втекти, але їх схопили.
З 22 по 26 березня 1910-го року у Катеринославі Тимчасовий Одеський окружний військовий суд розглядав справу 13 гуляйпільських анархістів, серед яких був і Нестор Махно. На слідстві Нестор сказав, що ні до якої розбійницької ватаги не належить, а є членом політичної революційної організації, яка виборює свободу для людей; що гроші після експропріацій йшли виключно на революцію. Суд засудив до шибениці п'ять гуляйпільських анархістів (Н. Махна, Є. Бондаренка, К. Кириченка, Ю. Орлова, Н. Альтгаузена). З перелічених був страчений лише Є. Бондаренко, ще два анархісти, Шевченко та Хшива, були повішені з іншої справи гуляйпільців. В очікуванні вироку отруївся К. Кириченко. Через тяжку хворобу Н. Зуйченкові замінили смертну кару безстроковою каторгою. Гуляйпільські анархісти К. Лісовський та С. Заблодський були заслані на шість років у виправні арештантські роти, Марія Мартинова була засуджена на п'ять років в'язниці.
1911—1917 роки — був ув'язнений у Бутирській в'язниці в Москві.

### 1917—1921

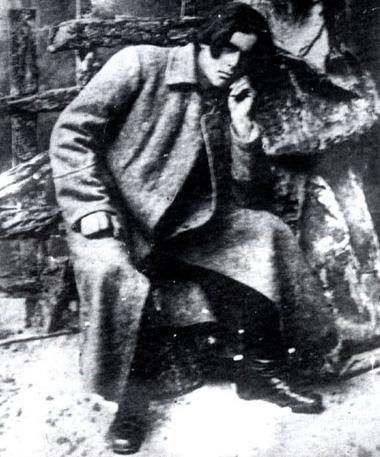
Махно в 1918 році

Після Лютневої революції 1917 року у Російській імперії Махно повернувся у березні 1917 р. на Катеринославщину, де розгорнув широку діяльність як політик і військовий діяч. Став одним із ініціаторів заснування Селянської Спілки, очолював місцеву раду робітничих і селянських депутатів і профспілку деревообробників та металістів. Створена Махном місцева адміністрація провела розподіл маєтностей великих землевласників серед селянства, примусила місцевих підприємців значно підняти заробітну плату робітникам.
Наприкінці 1917 р. — початку 1918 р. Махно сформував «селянські вільні батальйони», які розпочали боротьбу проти козачих частин з Південно-Західного і Румунського фронтів, які намагалися через територію України пробитись на Дон і приєднатись до військ генерала О. Каледіна.
Махно вкрай негативно ставився до Центральної Ради, вважаючи її контрреволюційною владою. Він називав прихильників Центральної Ради класовими ворогами, шовіністами та «ворогами братнього єднання українського народу з російським», проводив з ними боротьбу і влаштовував проти них терористичні акти. Махно називав «гайдамашнею» та бандами гайдамацькі курені та інші військові підрозділи Центральної Ради

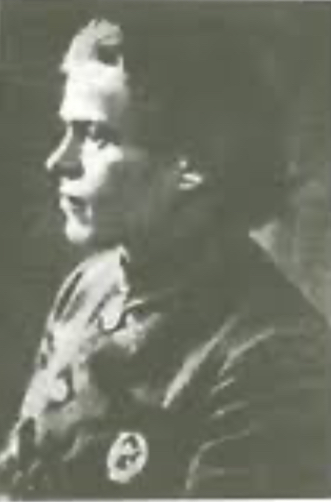
Нестор Махно у 1919 році.

Наступ у березні 1918 р. німецько-австро-угорських військ (після укладення Берестейського миру 1918 р.) примусив Махна виїхати з України. Деякий час він перебував у Таганрозі, Ростові-на-Дону, Царицині, Астрахані, Саратові та Москві.
Махно повертався додому поїздами, маскуючись під солдата. Декілька разів державна варта намагалася його впіймати, проте безрезультатно. По поверненню до села, Махно дізнався, що хату його матері спалили гетьманці, а його старшого брата, інваліда, учасника Першої світової війни, розстріляли, тому що вважали, що він брав участь у боротьбі проти німців та режиму Павла Скоропадського.
Коли влітку 1918 року Махно повернувся в Україну, то організував повстанський загін під назвою Чорна гвардія, і відновив боротьбу проти німецько-австро-угорських військ та уряду гетьмана Скоропадського.

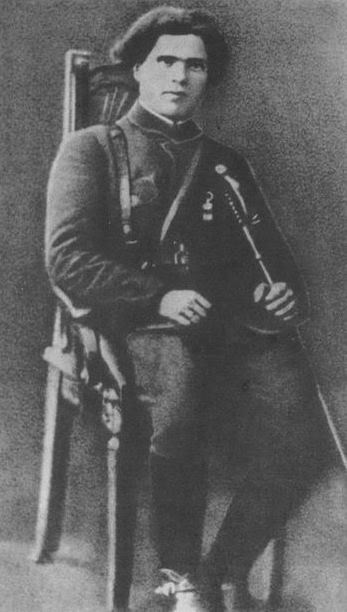
Нестор Махно 1919 року

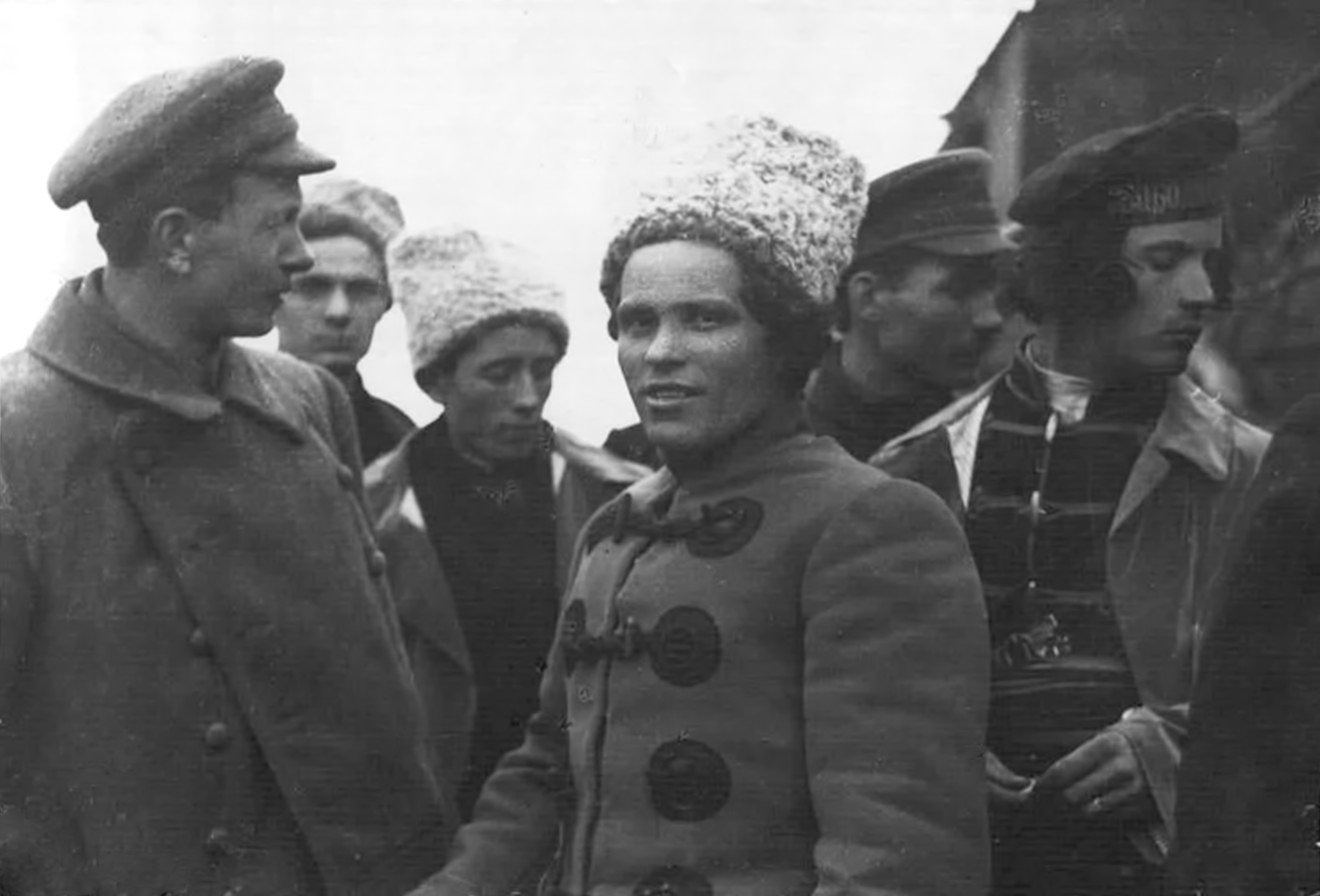
Нестор Махно, 1919

У середині грудня 1918 р. Махно мав переговори з керівництвом Директорії УНР, але ставлення його до Директорії було однозначно негативне, як до спадкоємниці Центральної Ради, котра запросила в Україну австро-німецькі війська. Того ж місяця повстанські загони Махна вибили петлюрівців з Катеринослава і зайняли місто, проте 31 грудня 1918 р. частини Армії УНР під командуванням Романа Самокиша зуміли повернути місто, а махновці відступили.
З початку січня 1919 р. Махно розпочав боротьбу проти денікінців, військ Директорії та Антанти. Відповідно до домовленості з більшовиками, повстанська армія формально увійшла до складу Української радянської армії і згодом одержала назву «третя бригада Першої Задніпровської дивізії» (командувач дивізії П. Дибенко), до складу якої входили також повстанські загони отамана Н. Григор'єва під назвою «перша бригада Першої Задніпровської дивізії». Махно та Григор'єв отримали звання комбригів Червоної армії.
Ідейне обґрунтування махновського руху в 1918—1920 рр. здійснювала українська анархістська просвітницька організація «Набат» (створена 1918 року), яка висунула лозунг проведення «третьої соціальної революції». Махно виступав проти будь-якої централізованої влади (ідея «вільних рад» та «безвладної держави»), за забезпечення життя трудівників на основі солідарності та самоврядування. Цікавим є фактом те, що на 3-й конференції 
конфедерації анархістів «Набат», яка проходила з 3 по 8 вересня 1920 ррку, анархісти піддали нищівній критиці Нестора Махна й заявили, що він не є анархістом. Навіть ще раніше не всі анархісти конфедерації анархістів «Набат» довіряли Нестору Махну.
Махно в умовах протиборства двох сильних противників в Україні намагався стати «третьою силою» поряд з Директорією і більшовиками. Спроба більшовицьких органів влади втілити «політику воєнного комунізму», проводити продрозкладку, насильно створити перші колективні господарства та комітети бідноти, викликала опір серед українського селянства і привела до антибільшовицьких настроїв у махновських військах.
У червні 1919 р. озброєна італійськими гвинтівками без боєприпасів бригада Махна зазнала значної поразки під час наступу денікінців. Радянська влада звинуватила повстанців у розвалі фронту і оголосила Махна «поза законом». Перебуваючи в тилу у денікінців, Махно продовжував боротьбу. На початку вересня 1919 р. завершив переформування повстанських загонів. Партизанське військо було зорганізовано в «Революційну повстанську армію України (махновців)», яка на той момент нараховувала близько 80 тисяч бійців.
Улітку 1919 р. повстанські війська отамана Никифора Григор'єва об'єднались з загонами Нестора Махна. Григор'єв був обраний командувачем об'єднаної повстанської армії, а Махно — Головою Революційної Військової Ради. 27 липня 1919 р. в селі Сентове, Григор'єва, який був звинувачений у погромах, грабунках і таємних перемовинах із генералом Денікіним, застрелив особисто Нестор Махно. Від самого початку відносин із Григор'євим Махно обговорював зі своїми соратниками наміри ліквідації Григор'єва та включення його загонів до складу РПАУ (махновців).

Дніпро. Будинок, у якому в 1919 р. був штаб Н. Махна.

1 вересня 1919 р. в селі Добровеличківка Херсонської губернії відбулась нарада командування Повстанської армії. Було обрано новий склад Військової ради (голова — Лащенко), затверджено структуру армії, яка складалася з чотирьох корпусів.
20 вересня 1919 р. Махно уклав угоду з УНР. Одночасно він планував вбити Симона Петлюру, щоб очолити армію УНР.
Упродовж вересня-жовтня 1919 р. війська Махна вели бої проти армії Денікіна знищуючи окремі частини та руйнуючи тилові комунікації. Повстанські загони в різний час займали Катеринослав, Гуляйполе, Олександрівськ, Маріуполь, Нікополь, Мелітополь, Бердянськ. Проти Махна денікінське командування було змушене кинути найкращі сили на чолі з генералом Я. Слащовим та отаманом А. Шкуро.
Через ефективні військові дії повстанців проти військ Денікіна в 1919 р. в Приазов'ї, що суттєво уповільнило просування Добровольчої Армії на Москву, більшовики знову зважились запропонувати Махнові тактичний союз.
Але вже наприкінці 1919 р. — на початку 1920 р. проти повстанців утаємничено стягнули великі сили радянських військ під командуванням Йони Якіра. Частини РСЧА не тільки вели бойові дії проти загонів Махна, а й проводили каральні операції проти місцевого населення, яке співчувало махновцям. 25 червня 1920 р. було надруковано звернення голови РНК УСРР Х. Г. Раковського та начальника тилу Південно-Західного фронту наркома внутрішніх справ РРФСР Ф. Е. Дзержинського до селян Катеринославської губернії із закликом допомогти Червоній армії ліквідувати загони отамана Махна як найнебезпечнішого ворога радянської влади. Махно відповідав знищенням окремих червоноармійських підрозділів, ліквідацією комнезамів і місцевих органів більшовицької влади. Так, 29 червня — 9 липня 1920 р. відбувся рейд махновських загонів по Бахмутському, Ізюмському, Костянтиноградському, Новомосковському та Павлоградському повітах, протягом якого їхня численність зросла до 10 тисяч бійців.
Під час наступу військ барона П. Врангеля у вересні — жовтні 1920 р. Махно знову пішов на зближення з більшовиками і 2 жовтня 1920 року уклав у Старобільську воєнно-політичну угоду з командуванням їхнього Південного фронту (командувач М. Фрунзе). Під час Перекопсько-Чонгарської операції Червоної Армії махновські загони першими форсували річку Сиваш. Проте відразу після прориву до Криму і розгрому військ Врангеля, радянське командування, порушуючи підписану угоду, розпочало раптове оточення та тотальне винищення махновських частин, які разом з ними увійшли на територію Криму. Під час цього загинула найбільш боєздатна частина повстанської армії, лише декілька сотень повстанців зуміли прорватись із Криму і доповісти решті махновців про зраду більшовиків.
З джерел виходить, що в 1920 році Махно знову почав сприяти петлюрівським загонам, уклав з ними перемир'я, угоду про ненапад і спільну дію проти радянської влади.
З кінця листопада 1920 р. до серпня 1921 р. Махно розподілив решту повстанців на декілька самостійно діючих формувань, на чолі одного з яких вів виснажливі та запеклі (майже щоденні) бойові дії проти більшовицьких сил, здійснивши ряд походів та рейдів по Азовському узбережжі, на Дон і у Поволжя. 27 червня 1921 р. на засіданні Політбюро ЦК КП(б)У Михайлу Фрунзе було рекомендовано звернути увагу на необхідність терміново вигнати Махна з Полтавщини в одну з голодуючих губерній, якщо ліквідувати його швидко виявляється неможливим.
28 серпня 1921 р. Махно, отримавши тяжке поранення в обличчя, з 77 бійцями, які вціліли в його бойовому загоні, перейшов кордон з Румунією.

### Присвоєння почесного звання «Батько Махно»
Про повагу до Нестора Івановича з боку його прибічників і навіть противників свідчить використання протягом багатьох десятиліть, навіть у спеціальній науковій літературі, стосовно нього стародавнього українського шанобливого звертання, широко поширеного у старі часи серед козаків і жителів степів — «батько». Вживання цього звертання в старі часи свідчило про надзвичайну повагу до людини, майже рівну повазі до рідного батька, захисника, вчителя і спасителя. Обставини, в яких до Нестора Івановича вперше було вжито це звертання, самі по собі були досить незвичайні, в них вперше яскраво проявився талант Нестора як чудового командира, здатного врятувати своїх людей, у здавалось би безвихідній ситуації. Цей випадок описав у своїх спогадах начштабу РПАУ (махновців) Віктор Білаш:
|  | 20 вересня у Дібровському лісі наші з'єднання об'єднались. Наш загін збільшився на п'ятнадцять чоловік. Простояли ми в лісі спокійно, десь біля трьох днів, збільшили землянку Щуся, а потім вирішили махнуть в Гуляйполе. Але, зважаючи на те, що там було багато австрійців, що відбирали хліб, зупинятися в ньому було небезпечно. Тоді ми вирішили їхати в село Шагарово та підібрати там наших хлопців, які переховувалися від австрійців. Махно тоді нічим не виявляв себе і був як всі, маленький і рівний. Відомий своїми нальотами Щусь користувався у нас військовим авторитетом. Однак, він не мав над нами влади, і якщо треба було кудись йти, всі спільно вирішували питання і, залежно від настрою загону, приймали те чи інше рішення ... ... Нас було тридцять шість чоловік, знаходячись в центрі лісу, ми не знали, як вийти з кільця (оточення) в поле. Що робити? Залишатися тут, чи понадіятись на прорив? Ми вагалися. Щусь, був прихильником померти в лісі, занепав духом. Протилежність йому був Махно. Він виступив з промовою і закликав щусевців піти за гуляйполійцями, які були прихильниками прориву. Щусевці піддалися його впливу і заявили: — відтепер будь нашим батьком, веди, куди знаєш. І Махно почав готувати прорив ... |

### В еміграції (1921—1934)
Деякий час Махно жив у Бухаресті, згодом у Варшаві. У вересні 1923 року був заарештований польською владою. Під час судового процесу в грудні 1923 року був звинувачений у веденні переговорів з радянськими дипломатичними представниками, на яких обговорювалися питання про можливість підняття повстання в Західній Україні з наступним приєднанням цієї території до УСРР. Наприкінці 1923 року Махна «за неясністю доказів» звільнили. Він з сім'єю спочатку оселився в Торуні, згодом — у Вільному місті Данциг, де постійно перебував під наглядом поліції.
З табору інтернованих написав лист до Президента Чехословацької республіки Томаша Масарика:

«Вельмишановний пане президенте, звертаюсь до Вас як до старого революціонера і соціаліста. Ви бачили, що переворот у 1917 році, яким було скинуто деспотичний центристський режим у Росії, дав можливість усім народам, що населяли її, самостійно розпочати облаштування свого життя на нових революційних засадах. Але різні авантюристичні й демократичні партії стали на перешкоді цього і з допомогою своїх послідовників, як справа так і зліва, намагались ухопити до своїх рук владу над народом. І народи в інтересах здійснення волі трудящих на місцях і в інтересах перебудови режиму на нових революційних засадах змушені були взятись за зброю, щоб захистити свою соціальну і національну незалежність і до останніх сил боролись проти різних узурпаторів влади за збереження хоча б решток революційних досягнень.
Чеський народ, який, як і український, багато століть перебував під гнітом чужинської окупації, мав більше щастя. Є вже вільним, має демократичну владу і може вільно працювати на своїй батьківщині. Інакше склалася доля українського народу; чотири роки поливаються українські степи кров'ю його синів у боротьбі за соціальну і національну незалежність і за право бути господарем у своїй батьківщині.
Я як політичний в'язень був звільнений з тюрми в революційні дні 1917 року. Як старий політичний працівник не міг залишитись осторонь масового політичного руху, який розгорнувся тоді на території колишньої Росії і почав організаційну роботу в Катеринославській губернії. Але недовго ми спокійно займались організаційною роботою, бо з'явились люди, які хотіли використати непевне становище для своїх честолюбних планів. Необхідно було залишити спокійну творчу працю, взятись за зброю і захищати завоювання революції. За час 4-літньої збройної боротьби за соціальну незалежність я був дев'ять разів поранений і знесилений. За рішенням Революційної Повстанської Військової Ради, я розпустив свою повстанську армію на дрібні відділи і в супроводі однієї сотні наприкінці 1921 року прибув до Румунії на лікування. Коли мої рани загоїлись, навесні 1922 року вирушив з групою 14 чоловік до України, звідки отримував повідомлення, але непередбачувані обставини змусили нас увійти на територію Польщі.
Складна політична ситуація, у якій живе Польща останнім часом, постійні загрози з боку радянської Росії змусили її забути про слов'янську гостинність і садити за колючий дріт усіх політичних емігрантів, це було зроблено також зі мною і моїм підрозділом. А нові намагання більшовиків усунути мене і моїх людей з польської території поставили мене в такі умови, перед якими бліднуть навіть умови життя в царських тюрмах.
Чеський народ, який перебував під гнітом чужої окупації, краще, ніж хто інший, зрозуміє муки століттями пригнічуваного українського народу і наше страждання у тюрмі, бо ми змагались за краще майбутнє для нього. Я думаю, що за свою 4-річну боротьбу заслужили ми у західних народів на щось більше ніж тюрма. До того часу жодна західна держава не виходила так щиро назустріч утікачам з колишньої Росії без огляду на політичні переконання, як це робить Чехословаччина.
Щира вдячність буде винагородою братерському слов'янському народу, який у тяжкі часи надав пристанище нещасним утікачам зі своєї батьківщини. Звертаюсь до вас як до старого революціонера та соціаліста — від вас залежить уможливити нам вільне життя на вашій землі після 4-річного більшовицького раю і братської польської в'язниці аж до того часу, коли ми зможемо повернутись на свою батьківщину. Прошу вас, вельмишановний пане президенте, дати розпорядження владі республіки відносно дозволу на в'їзд для мене і 12 чоловік мого супроводу. Я подав клопотання такого змісту до Міністерства закордонних справ чехословацької республіки. Сподіваюсь, що нам буде надано притулок, як і іншим політичним емігрантам, перебування яких на польській території було неможливим з тих же причин що і у нас.
З повагою Вождь Революційного Повстанського Війська України (Махновців) Н. Махно в.р. Звоження(?) 1922 Польща, табір інтернованих Стршалково.»

У квітні 1925 року переїхав до Парижа, де жив у Венсені, працював теслярем та робітником сцени паризької «Опера Гарньє» та в кіностудії Пате. Підтримував активні зв'язки з міжнародним анархістським рухом, друкувався в «Анархическом веснике» та «Деле труда». Приятелював із Самуїлом Шварцбардом. У передмові до своїх спогадів «Русская революция на Украине» Нестор Махно написав:
|  | Про одне лиш можу пошкодувати я, випускаючи цей нарис у світ: це те, що він виходить не в Україні і не українською мовою. Культурно український народ крок за кроком йде до повного визначення своєї індивідуальної своєрідності і це важливо. Але в тому, що я не можу видати свої записки мовою свого народу, вина не моя, а тих умов, в яких я знаходжусь. Оригінальний текст (рос.) [«Об одном лишь приходится пожалеть мне, выпуская этот очерк в свет: это — что он выходит не на Украине и не на украинском языке. Культурно украинский народ шаг за шагом идет к полному определению своего индивидуального своеобразия и это важно. Но в том, что я не могу издать своих записок на языке своего народа, вина не моя, а тех условий, в которых нахожусь."] Помилка: {{Lang}}: текст вже має курсивний шрифт (допомога) |

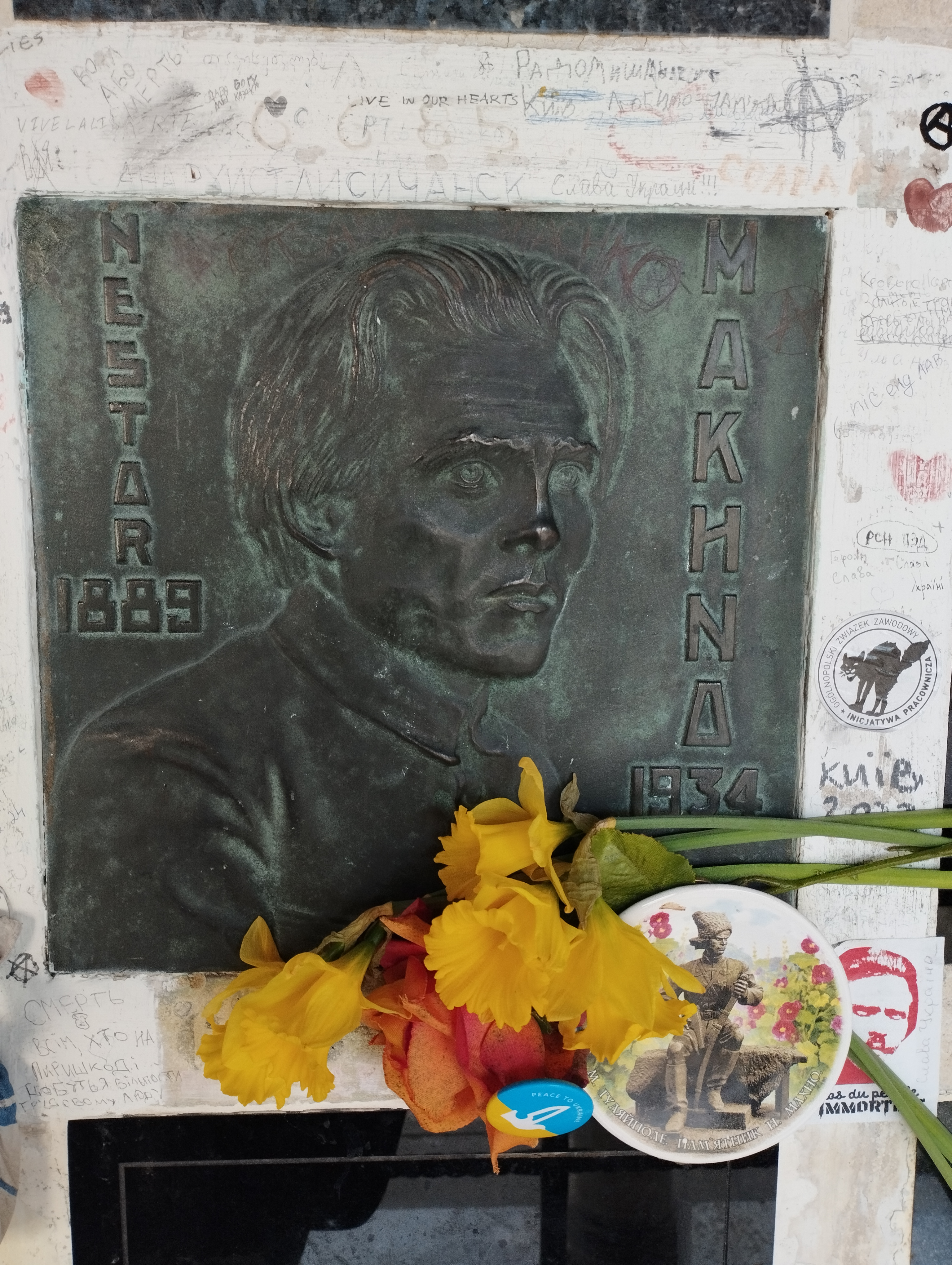
Урна з прахом Махна

Помер у Парижі від сухот. Урну з прахом Махна замуровано в стіні комунарів під номером 6685 у 87 відділі цвинтаря Пер-Лашез.

### Ставлення Нестора Махна до українського питання та української мови з його мемуарів
Залізничники, з якими Нестор Махно зустрівся, вимагали, щоб він до них розмовляв українською мовою. На цю їх вимогу в Н. Махно висловив своє відповідне ставлення:
|  | «Я поставив собі запитання: від імені кого потрібна від мене така ломота мови, коли я її не знаю? Я розумів, що ця вимога походить не від українського трудового народу. Вона — вимога тих фіктивних українців, які народилися з-під грубого чобота німецько-австро-угорського юнкерства і намагалися підробитись під модний тон. Я був переконаний, що для таких українців потрібна була лише українська мова, а не повнота свободи України, і трудового народу, що її населяє. Незважаючи на те, що вони зовні ставали в позу друзів незалежності України, внутрішньо вони чіпко хапалися разом зі своїм гетьманом Скоропадським за Вільгельма німецького та Карла австро-угорського за їхню політику проти революції. Ці «українці» не розуміли однієї простої істини: що свобода і незалежність України сумісні лише зі свободою і незалежністю трудового народу, що населяє її, без якого Україна ніщо...» Оригінальний текст (рос.) [«Я поставил себе вопрос: от имени кого требуется от меня такая ломота языка, когда я его не знаю? Я понимал, что это требование исходит не от украинского трудового народа. Оно — требование тех фиктивных «украинцев», которые народились из-под грубого сапога немецко-австро-венгерского юнкерства и старались подделаться под модный тон. Я был убежден, что для таких украинцев нужен был только украинский язык, а не полнота свободы Украины, и населяющего ее трудового народа. Несмотря на то что они внешне становились в позу друзей независимости Украины, внутренне они цепко хватались, вместе со своим гетманом Скоропадским, за Вильгельма немецкого и Карла австро-венгерского, за их политику против революции. Эти «украинцы» не понимали одной простой истины: что свобода и независимость Украины совместимы только со свободой и независимостью населяющего ее трудового народа, без которого Украина ничто....] Помилка: {{Lang}}: текст вже має курсивний шрифт (допомога) |

## Родина

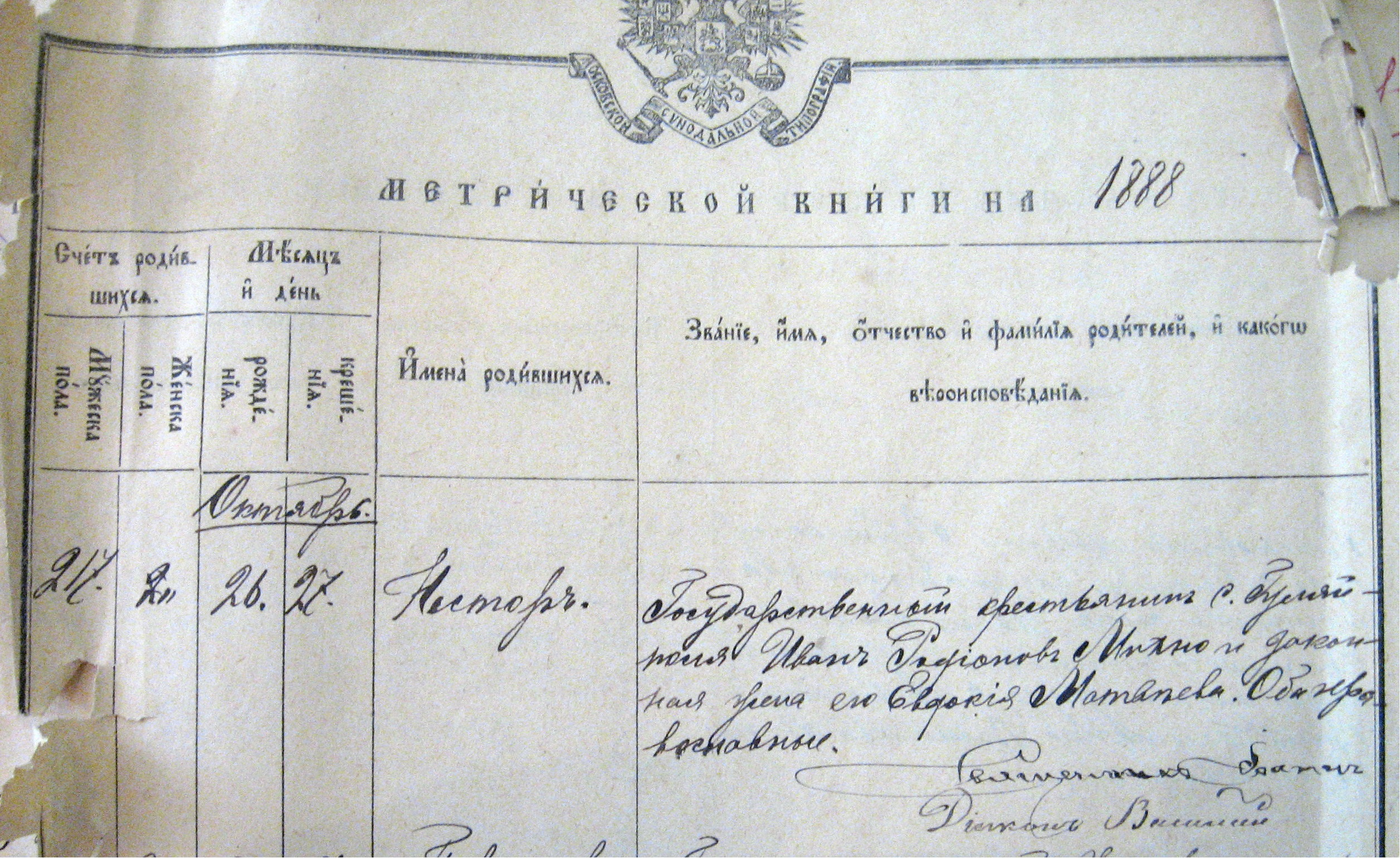
Фрагмент сторінки метричної книги 1888 року

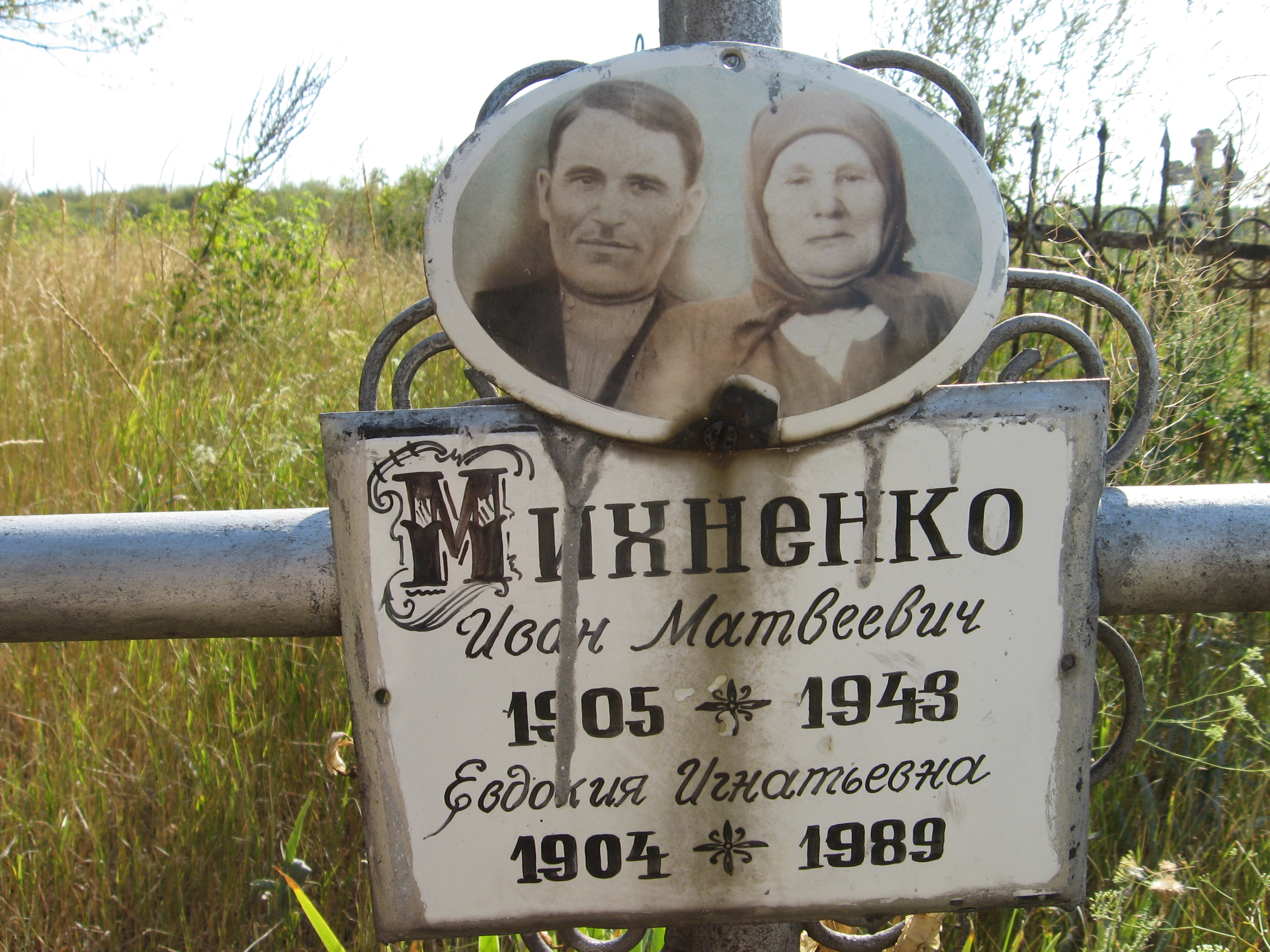
Одна з могил Михненків на їх прабатьківщині (село Дубове Юр'ївського району).

Основну частину родоводу Нестора вдалося встановити 2008 року за документами Державного архіву Запорізької області (Полтавець С. М. Діти дикого поля. — Слов'янськ, 2008. — С. 406—410). Прізвища Махно, Михно, Михненко в цій області були поширеними, бо в період переселенського руху на Лівобережній Україні було більше десятка сіл та хуторів з назвами Михно або Михнівка. Були в Олександрівському повіті й дворяни Михно та Махно. При пошуку родового коріння було переглянуто ревізькі казки близьких до Гуляйполя державних та поміщицьких сіл. Зустрічалися ці прізвища в селах Омельнику (Михно), Рождественському (Махно і Михно), Покровському (багато з прізвищем Михно), Воскресенській (Махнович), але не було потрібних імен та ідентичних дат народжень. До 1859 р. прізвища Махно, чи йому подібного, в Гуляйполі також не було. Але вже в 1871 р. в метричній книзі є запис про народження у гуляйпільського державного селянина Івана Родіоновича Михно сина Полікарпа (Карпо). Свідками були Воскресенський державний селянин Гаврило Васильович Кампоров та Катеринославського повіту Ново-Койдацька селянка Наталія Павлова, дружина Міни Кривого. Полікарп був записаний під прізвищем Махно (вірніше, батько Іван Родіонович Михно був записаний як Махно). Прізвище наступного сина — Омельяна — перевірити немає можливості, бо відсутня метрична книга його року народження. Всі інші семеро дітей Родіона записані як Михно. Як з'ясувалося при перегляді метричних книг (їх всього 36), в Родіона було дев'ятеро дітей, а не п'ять. Четверо невідомих раніше: дівчинка Настя 1879 р. н., двоє братів-близнюків Юхим і Тит 1881 р. н. та хлопчик Степан 1883 р. н. Далі їхні імена більше не зустрічалися, тому можна припустити, що вони померли. У 1888 році також і Нестор отримав прізвище Михно. А от своїм дітям всі старші сини Івана Родіонова вже чомусь давали прізвище Махно.

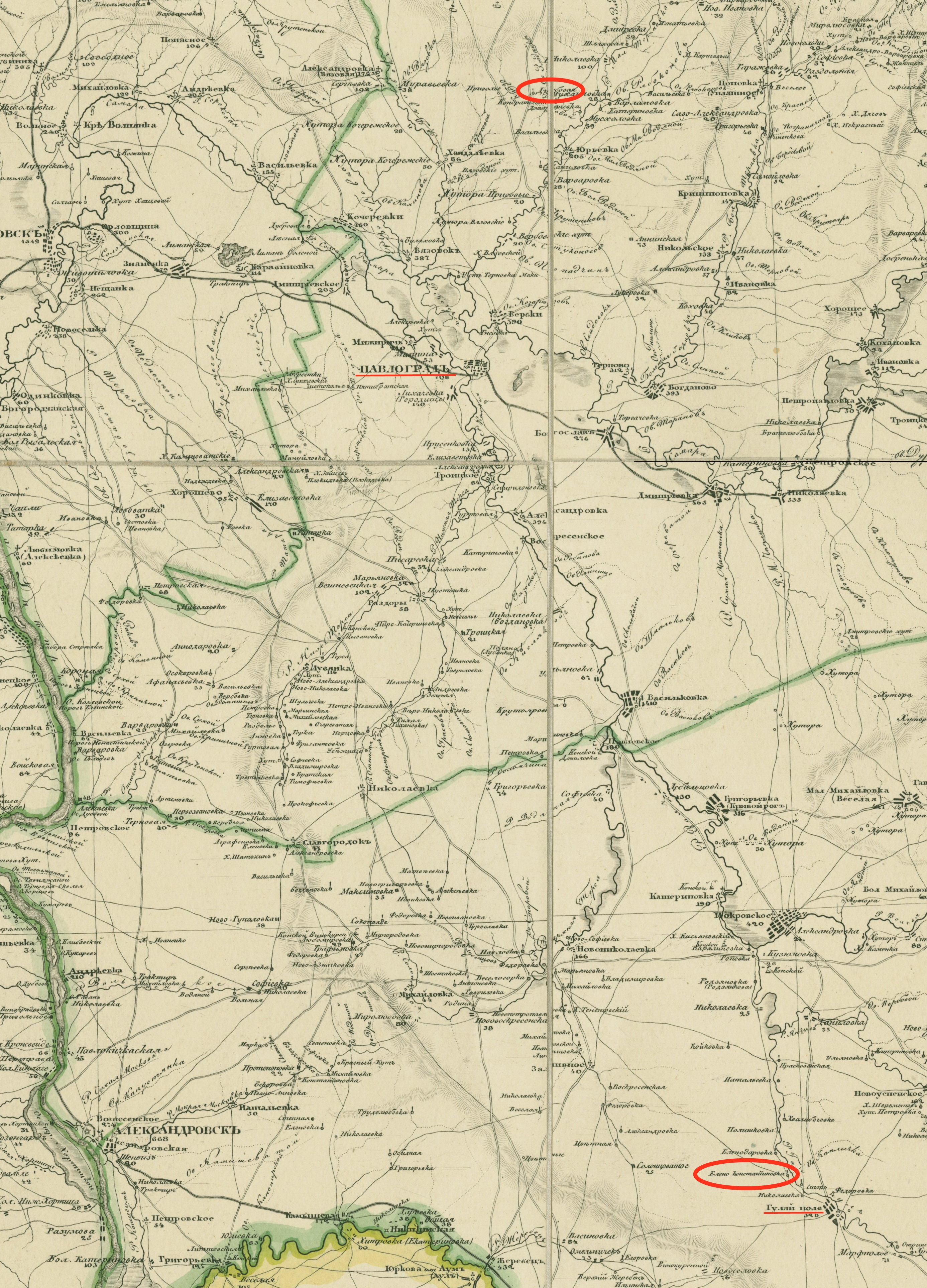
Положення населених пунктів Дубова—Павлоград—Оленоконстантинівка—Гуляйполе

Саме місце походження родини та її родовід вдалося встановити завдяки ревізькій казці 1858 р. зниклого села Оленоконстантинівки, на місці якого знаходилось село Жовтневе (повернуто стару назву — Оленоконстантинівка) північніше Гуляйполя. Сама Оленоконстантинівка заснована 1801 року. Власник — поручик Михайло Леонтійович Геєннов (помер до 1818 р.). Мав дружину Олену Степанівну, сина Константина і доньку Ірину. Назва пішла від поєднання імен дружини Олени і сина Константина. Село виникло на території дачі № 91 (північний сусід гуляйпільської дачі), яка належала до цього поручиці Аграфені Івановні Соколовській і на якій містилось село Новопавлівка. У документах 1808 р. значиться, що вся земля в розмірі 5000 десятин була продана поручиці Геєнновій.
Ще у власності Геєннова за даними 1795 р. в Павлоградському повіті на дачі № 193 була велика дєрєвня Дубова, в якій проживало 110 чоловіків і 105 жінок. Дача мала розмір 1683 десятин, тільки під самим маєтком було 10 десятин. Ось як описуються його володіння: «С левой стороны оврага Дубового, господский деревянный для приезду дом, ветряная мельница одна, лошадиный, овчарный и рогатого скота заводы. Дачею простирается по оврагу Дубовому до устья впадения его и вниз по речке Малой Терновки правою стороною до дачи порутчика Минина, земля чернозем, глинистая, хлеб и травы родит средственные, подданные на пашне.»
У 1801 р. серед поселенців Оленоконстантинівки був Михненко Єлісей Ємельянов, якому було 22 роки. У 1815 р. його було переведено в село Дубове — павлоградську власність Геєннова. До речі, прізвище Михненко є досить поширеним до цього часу в цьому (перенесено зараз на 3,7 км від первісного положення) і сусідньому до нього селі Водяному.
У 1828 р. він повернувся із сім'єю, але вже до села Оленодарівки, яке було поряд з Оленоконстантинівкою і було у власності доньки Геєннова Ірини, Максимович по чоловіку. Там в 1811 р. вже був один з Михненків — Ілля Васильович, але його забрали в рекрути в 1812 р.
І от, при вивченні записів у ревізькій казці про родину з прізвищем Михненко, все стало на свої місця. Це була сім'я діда Нестора — Родіона Івановича, — в якій було на той час троє синів — Омельян, Осип, Іван (в Івана збігаються дата народження та ім'я батька) і троє доньок. Всі вони записані в 1858 р. під прізвищем Михненко. Ще через три роки появився четвертий син Пилип (Філіп). Після цього стало зрозуміло, що Осип та Пилип Родіоновичі, діти яких були записані в метричній книзі Гуляйполя під прізвищем Махно, є рідними братами Івану Родіоновичу Михно і тому їхні родоводи було об'єднано.

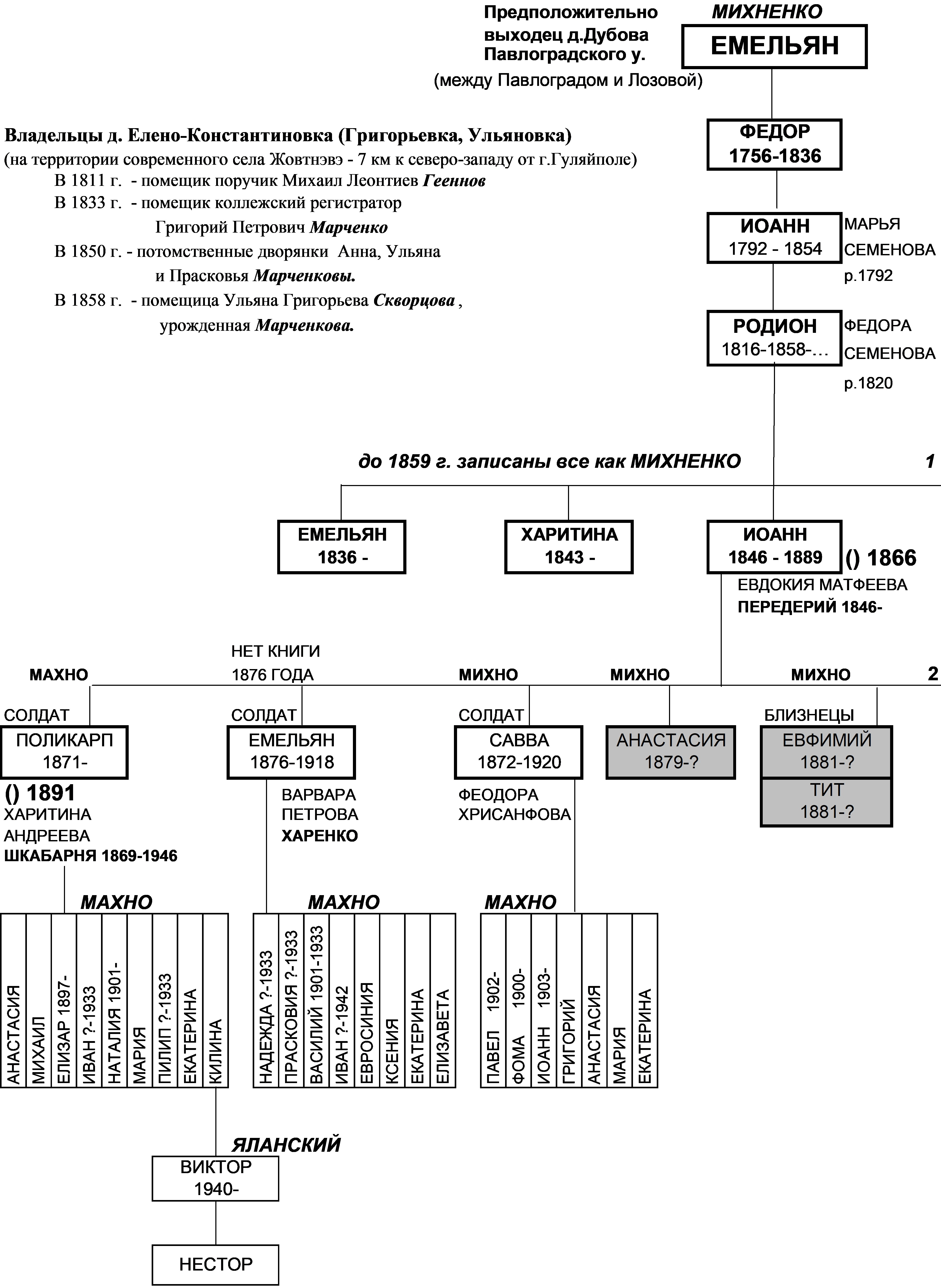
Родовід Нестора Махна (Михненка). Ліва частина.

Після скасування кріпацтва брати Іван, Осип та Пилип отримали волю і переселилися до Гуляйполя, бо їх, при народженні у них дітей, записали в метричні книги вже як гуляйпільських державних селян та ще й з новими прізвищами: прізвище Михненко змінено на поширені дворянські прізвища Михно (Іван) та Махно (Осип і Пилип) — в повіті було близько десяти дворян з цими прізвищами і два хутори з назвою Махнов та Михновка. Такі ж прізвища відтепер отримували при народженні їхні діти. Тільки донька Нестора стала Михненко — батько повернув їй родинне прізвище.

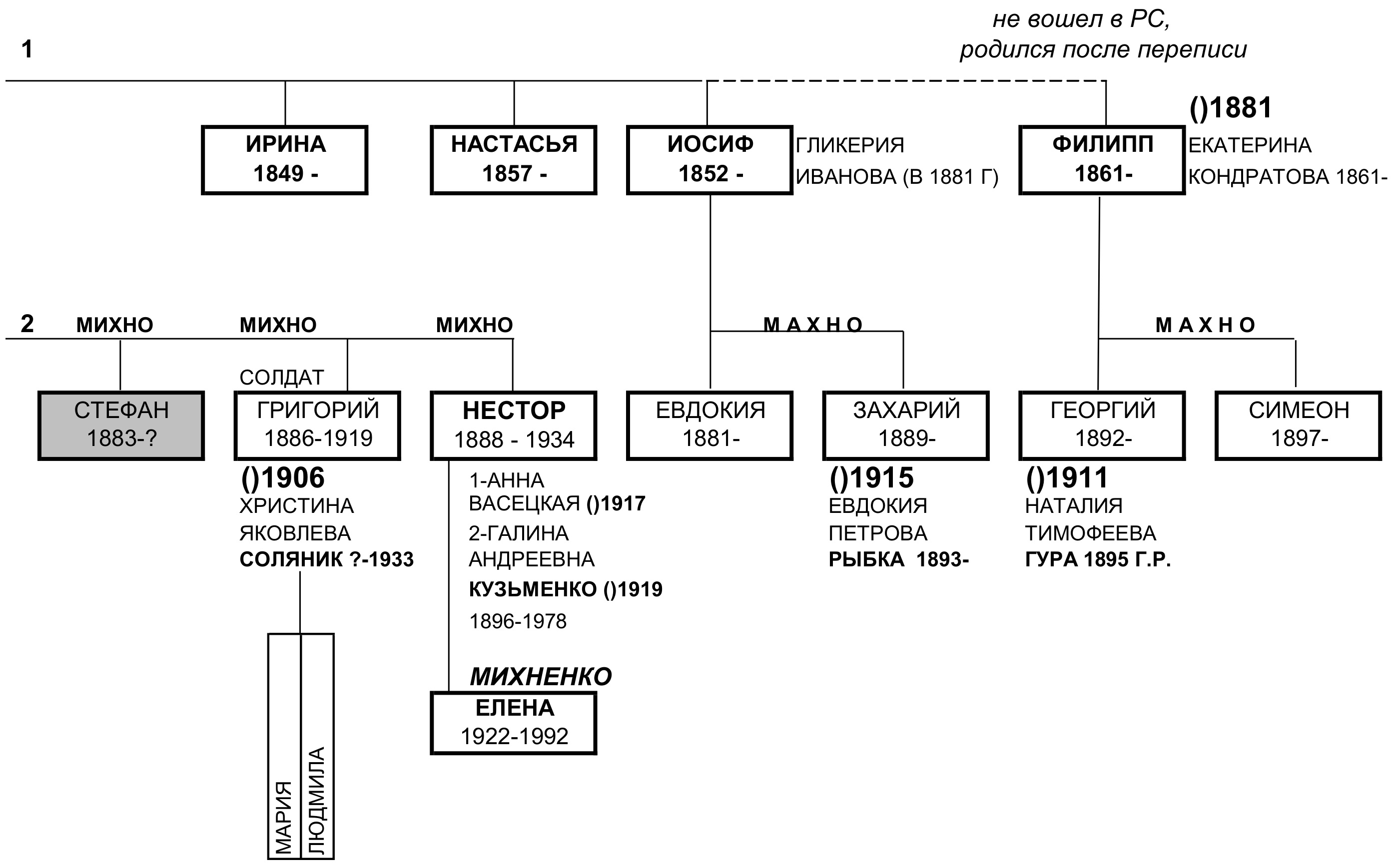
Родовід Нестора Махна (Михненка). Права частина.

Старші брати Нестора, які жили в Гуляйполі, — Полікарп, Савелій, Омелян та Григорій — під час Громадянської війни загинули. Причому найстарший Полікарп та інвалід Першої світової війни Омелян не брали участі в повстанському русі й загинули у власних оселях через те, що були братами Нестора. 52-літнього Полікарпа закатували білокозаки у січні 1919 року, а перед тим, влітку 1918 року, австро-угорці розстріляли Омеляна. Савелій та Григорій були активні учасники повстанського руху з літа 1918 року й загинули в боях з ворогами. Савелія застрелено червоноармійцями в Гуляйполі у лютому 1920 року, а Григорій, будучи начальником штабу повстанської армії махновців, загинув у бою з денікінцями в серпні 1919 року під Овідіополем. 
Майже всі брати Нестора залишили по собі великі сім'ї і численних нащадків, які проживають нині по всьому світу, в тому числі в Україні та країнах колишнього Радянського Союзу.
За даними з книги Миколи Герасименка «Батько Махно. Мемуари білогвардійця», яку сам Махно називав «суцільною вигадкою», першою дружиною Нестора Івановича була дівчина з єврейської родини Соня.
Другою — його землячка з Гуляйполя Анастасія Васецька, з якою він листувався під час ув'язнення у Бутирці. Він одружився з нею після звільнення, але незабаром через революційні події Махно залишив дружину вагітною. Анастасія народила сина, який прожив усього тиждень. Нестор так і не побачив дитину. Поки він був у роз'їздах, хтось повідомив Анастасії, що її чоловік загинув у бою. Вона вступила в шлюб повторно. Більше вони не бачилися.
Останньою дружиною Нестора Махна була вчителька Гуляйпільського початкового училища Галина Кузьменко. Вони одружились у 1919 р. Разом перейшли румунський кордон, втікаючи від більшовиків. 1922 року під час перебування у Польщі Галина народила доньку Олену. Розлучилися в 1920-х. Під час Другої світової війни, після окупації Парижу німцями, Галина Кузьменко з донькою Оленою Міхненко перебралися до Німеччини, де у 1945 р. їх заарештували НКВСівці. Галина Кузьменко отримала 10 років таборів. Ув'язнення відбувала в Мордовії, в Дубровлазі. На 5 років висилки у Казахстан засуджена була і її донька Олена. Після звільнення жили у Джамбулі Казахської РСР, де і померли; кілька разів навідувались у Гуляйполе до родичів.
13.12.2013 р. в м. Київ на Майдані травмований бійцями підрозділу «Беркут» правнук Нестора Анатолій Бутенко декламує свої вірші — https://www.youtube.com/watch?v=PLIOKY0GKtA&list=PLcWHVo6xpsAOfpMKZgZlitXxpkWoeC9V6
У періодиці згадувалося і про можливих позашлюбних дітей батька — http://m.day.kyiv.ua/ru/article/semeynyy-albom-ukrainy/byli-li-vnuki-u-mahno

## Вшанування пам'яті

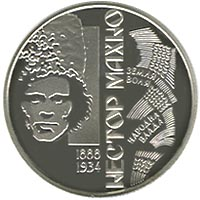
Пам'ятна монета НБУ «Нестор Махно»

25 жовтня 2013 року Національним банком України введено в обіг пам'ятну монету «Нестор Махно».

### Вулиці
- У його рідному Гуляйполі на честь нього названа вулиця.
- У місті Дніпро вулицю Совхозну перейменували на вулицю Нестора Махна.
- 31 січня 2023 року у місті Решетилівка вулицю Челюскіна перейменували на вулицю Нестора Махна.[22] Також перейменували провулок Челюскіна на провулок Нестора Махна.
- 30 травня 2023 року у місті Нікополь вулицю Нестерова перейменували на вулицю Нестора Махна.[23]
- У місті Покровськ вулицю Тимірязєва перейменували на вулицю Нестора Махна.
- У місті Кривий Ріг вулицю Джамбула перейменували на вулицю Нестора Махна.
- У місті Костянтинівка вулицю Кутузова перейменували на вулицю Нестора Махна.

### Пам'ятники
- 22 грудня 2006 року у Дніпрі лідер партії «Братство» Дмитро Корчинський разом зі своїми однодумцями встановив меморіальну дошку на фасаді готелю «Асторія», у якому в 1919 році знаходився штаб Нестора Махна[джерело?].
- 24 серпня 2009 року в Гуляйполі урочисто відкрито пам'ятник Нестору Івановичу Махну.[24]
- 25 липня 2009 року з нагоди 75-річчя від дня смерті Нестора Махна в Нікополі урочисто відкрито пам'ятник Нестору Івановичу Махну.[25]
- 21 серпня 2013 року у місті Старобільськ встановлено пам'ятник Нестору Махну на балконі старої будівлі, яка виходить на центральний майдан[джерело?].

### Образ Махна в українській та світовій культурі
Махно та махновщина є одним з символів світового анархістського руху. Також написано багато пісень, які оспівують «батька» та махновський рух.
У 1992—1995 роках співак і композитор із Запоріжжя Анатолій Сердюк написав цикл пісень, присвячених Нестору Махну і «гуляйпільській вольниці»: «Яблучко», «Столиця степів», «Соловей-розбійник», «Хрестини Махна», «Махно-цар, Махно-бог», «Степ», «Тринадцята рана», «Чому не вийшло», «Паризькій дощ» та ін. Із цими піснями 1999 року вийшов магнітоальбом «Гуляй-Поле», 2003-го року — однойменний компакт-диск, 2013-го — відеоконцерт.
У 1998 році в рамках офіційного святкування 110-ї річниці від дня народження Н. Махна в містах Гуляйполе і Запоріжжя було показано музичну виставу «Гуляє Гуляй-Поле» з піснями про Махна запорізького співака й композитора Анатолія Сердюка.
У 2006 році російський режисер Микола Каптан зняв багатосерійний художній фільм «Дев'ять життів Нестора Махна», в якому Махна зіграв актор Павло Дерев'янко.
- У 1968 році, коли паризька молодь перейменовувала корпуси Сорбонни на честь Махна, один з рупорів студентського бунту Даніель Кон-Бендит заявив, що «Махновський рух — модель майбутнього ідеального суспільства»[28].
- Іспанський фільм Néstor Makhno, un campesino de Ucrania
- Італійський фільм Nestor Makno
- Український фільм http://www.youtube.com/watch?v=HMIJxa2FZwQ

У літературі:
- Дитинство Нестора описане в книзі для дітей «Богдан Логвиненко про Нестора Махна, Шарля де Ґолля, Олеся Бердника, Джохара Дудаєва, Романа Шухевича»[29].
- Роман Аркадія Поважного «Кам'яний воїн», присвячений життю Нестора Махна[30].
- О. Михайлюта «Гуляй-Поле» К. Журналіст України. — 2020. — 400 с.
- І. Болгарін. Трилогія «Дев'ять життів Нестора Махно».
- В. Підмогильний. «Третя Революція».

## Цікаві факти
- Повстанська армія Махна була інтернаціональною. Основну масу становили українці, були також росіяни, євреї, греки і навіть захоплений у РСЧА естонський військовий оркестр. Дуже велика кількість євреїв була у штабі та керівництві повстанської армії Махна.
- Писарі Нестора Махна були одними з найбільш наближених людей. Один із них, Омелян Несторович Вузький, писав про побут Нестора Махна, але всі документи були спалені більшовиками.
- Зріст Махна становив 160 см.
- У мемуарах Тарас Бульба-Боровець зазначав, що вивчав тактику Махна та впровадив її у Українській народно-революційній армії[31] .
- За свідченнями найближчого соратника (згодом — агента НКВС) Віктора Білаша в мемуарах «Дороги Нестора Махно», Махно розпорядився спалити попа в топці паровоза за те, що він агітував проти боротьби з німцями[32]. Проте достовірність цих свідчень вкрай сумнівна, оскільки дані мемуари були написані під наглядом та за вказівкою агентів ЧК, метою яких було очорнення ворогів радянського тоталітарного режиму, одним з яких вже був й Махно також[33].

## Кінематографія
- Фільм «9 жизней Нестора Махно»(рос.)
- Нестор Махно у фрагменті фільму «Хождение по мукам»(рос.)

## Інтернет-ресурси
- Батько МАХНО: Анархіст що мріяв створити власну державу